# وكالة النهوض بالاستثمارات الفلاحية
وكالة النهوض بالاستثمارات الفلاحية (بالفرنسية: Agence de promotion des investissements agricoles)‏ هي مؤسسة عمومية ذات صبغة غير إدارية تونسية، تعمل على تطوير الاستثمار الخاص وتعصير الإنتاج في قطاعات الفلاحة في تونس والصيد البحري والخدمات المرتبطة بهما. تم تأسيسها في 1983. تقع هذه المؤسسة تحت إشراف وزارة الفلاحة.

## الأنشطة
أنشطة الوكالة هي:
- منح الامتيازات المالية والجبائية الواردة بمجلة تشجيع الاستثمارات لأصحاب المشاريع الفلاحية ومشاريع الصيد البحري والخدمات المتعلقة بهما والتحويل الأولي المندمج لمنتجات الفلاحة والصيد البحري.
- تشخيص فرص الاستثمار وأفكار المشاريع الواعدة التي يمكن بعثها من قبل المستثمرين الخواص للمساهمة في تحقيق الأهداف الوطنية المنوطة بعهدة القطاع.
- مساندة الباعثين في تكوين ملفاتهم وتأطيرهم في مختلف مراحل إنجاز مشاريعهم.
- تكوين الباعثين الشبان والإحاطة بهم طيلة مراحل التشخيص والدراسة والإنجاز لمشاريعهم في إطار محاضن المؤسسات والبرامج الخصوصية للتكوين.
- ربط الصلة بين المستثمرين التونسيين ونظرائهم الأجانب لإنجاز مشاريع مشتركة في مجالات الإنتاج والتصدير.
- تنظيم التظاهرات الاقتصادية والندوات والأيام الإعلامية ولقاأت الشراكة.
- المشاركة في المعارض والصالونات المختصة في الداخل والخارج.
- تنشيط خلايا الجودة التي تم بعثها على مستوى مختلف المنظومات الفلاحية وذلك بالتعاون مع المجامع المهنية المشتركة والديوان الوطني للزيت.

## مقالات ذات صلة
- الفلاحة في تونس
- الصيد البحري في تونس

## روابط خارجية
- الموقع الرسمي للوكالة.